# George Butler (bispo)
George Butler DD (Limerick, 13 de fevereiro de 1815 - Limerick, 3 de fevereiro de 1886) foi um bispo católico romano irlandês no século XX.
Butler foi educado no St Patrick's College, Maynooth e ordenado em 1838. Ele passou toda a sua carreira em Limerick, como curato, depois pároco e, finalmente, como deão da catedral. Ele foi consagrado no dia 6 de junho de 1864 e morreu no desempenho de funções.